# Better Now
Singles de Post Malone
Jackie Chan
(2018) Sunflower
(2018)
Better Now est un single du chanteur américain Post Malone sorti le 5 juin 2018. Il est extrait de son deuxième album studio Beerbongs & Bentleys. Lors de la 61e cérémonie des Grammy Awards, la chanson est nommée dans la catégorie de la meilleure prestation pop en solo.

## Classements et certifications
| Classement (2018-19)                        | Meilleure position |
| ------------------------------------------- | ------------------ |
| Allemagne (GfK Entertainment)               | 11                 |
| Australie (ARIA)                            | 2                  |
| Australie (Digital Song Sales)              | 6                  |
| Autriche (Ö3 Austria Top 40)                | 4                  |
| Belgique (Flandre Ultratop 50 Singles)      | 16                 |
| Belgique (Flandre Ultratop 50 Airplay)      | 24                 |
| Belgique (Flandre Ultratop R&B/Hip-Hop)     | 1                  |
| Belgique (Wallonie Ultratop 50 Singles)     | 39                 |
| Belgique (Wallonie Ultratop 50 Airplay)     | 37                 |
| Belgique (Wallonie Ultratop R&B/Hip-Hop)    | 38                 |
| Bolivie (Monitor Latino)                    | 15                 |
| Canada (Hot 100)                            | 3                  |
| Canada (All-Format Airplay)                 | 8                  |
| Canada (Digital Songs)                      | 5                  |
| Canada (CHR/Top 40)                         | 3                  |
| Canada (Hot AC)                             | 21                 |
| Colombie (National-Report)                  | 100                |
| Communauté des États indépendants (Tophit)  | 6                  |
| Corée du Sud (Gaon)                         | 69                 |
| Croatie (HRT)                               | 59                 |
| Danemark (Tracklisten)                      | 3                  |
| Écosse (OCC)                                | 19                 |
| Équateur (National-Report)                  | 13                 |
| Espagne (PROMUSICAE)                        | 47                 |
| États-Unis (Hot 100)                        | 3                  |
| États-Unis (Adult Pop Songs)                | 13                 |
| États-Unis (Dance/Mix Show Airplay)         | 2                  |
| États-Unis (Digital Songs)                  | 4                  |
| États-Unis (On-Demand Songs (es))           | 1                  |
| États-Unis (Pop Airplay)                    | 1                  |
| États-Unis (R&B/Hip-Hop Airplay)            | 47                 |
| États-Unis (R&B/Hip-Hop Digital Song Sales) | 1                  |
| États-Unis (R&B/Hip-Hop Songs)              | 2                  |
| États-Unis (R&B/Hip-Hop Streaming Songs)    | 4                  |
| États-Unis (Radio Songs)                    | 2                  |
| États-Unis (Rap Airplay)                    | 9                  |
| États-Unis (Rap Digital Song Sales)         | 1                  |
| États-Unis (Rap Songs)                      | 2                  |
| États-Unis (Rap Streaming Songs)            | 4                  |
| États-Unis (Rhythmic Songs)                 | 2                  |
| États-Unis (Streaming Songs)                | 4                  |
| États-Unis (Rolling Stone charts (en))      | 70                 |
| Finlande (Suomen virallinen lista)          | 2                  |
| France (SNEP)                               | 53                 |
| France (SNEP Radio)                         | 17                 |
| Hongrie (Stream Top 40)                     | 4                  |
| Grèce (IFPI Greece)                         | 5                  |
| Hongrie (Stream Top 40)                     | 4                  |
| Irlande (IRMA)                              | 4                  |
| Italie (FIMI)                               | 42                 |
| Japon (Hot 100)                             | 86                 |
| Lettonie (Latvijas Radio 5 (en))            | 2                  |
| Mexique (Mexico Ingles Airplay (en))        | 35                 |
| Norvège (VG-lista)                          | 1                  |
| Nouvelle-Zélande (RMNZ)                     | 1                  |
| Pays-Bas (Nederlandse Top 40)               | 9                  |
| Pays-Bas (Single Top 100)                   | 5                  |
| Pologne (ZPAV)                              | 46                 |
| Portugal (AFP)                              | 2                  |
| Tchéquie (IFPI Rádio)                       | 19                 |
| Tchéquie (IFPI Singles Digitál)             | 2                  |
| Royaume-Uni (UK Singles Chart)              | 6                  |
| Royaume-Uni (UK R&B Chart)                  | 1                  |
| Russie (Tophit)                             | 6                  |
| Singapour (RIAS (en))                       | 27                 |
| Slovaquie (IFPI Rádio)                      | 33                 |
| Slovaquie (Singles Digitál Top 100)         | 1                  |
| Suède (Sverigetopplistan)                   | 1                  |
| Suisse (Schweizer Hitparade)                | 12                 |
| Ukraine (Tophit)                            | 91                 |

| Classement (2018)                           | Position |
| ------------------------------------------- | -------- |
| Allemagne (GfK Entertainment)               | 35       |
| Australie (ARIA Charts)                     | 11       |
| Autriche (Ö3 Austria Top 40)                | 16       |
| Belgique (Ultratop 50 Singles)              | 52       |
| Belgique (Ultratop Urban 50)                | 6        |
| Canada (Canadian Hot 100)                   | 14       |
| Canada (Hot Canadian Digital Songs)         | 27       |
| Communauté des États indépendants (Tophit)  | 56       |
| Danemark (Hitlisten)                        | 10       |
| Estonie (IFPI)                              | 9        |
| États-Unis (Billboard Hot 100)              | 13       |
| États-Unis (Dance/Mix Show Airplay (en))    | 16       |
| États-Unis (Digital Song Sales)             | 17       |
| États-Unis (On-Demand Songs (es))           | 10       |
| États-Unis (Pop Songs)                      | 7        |
| États-Unis (R&B/Hip-Hop Digital Song Sales) | 7        |
| États-Unis (R&B/Hip-Hop Songs)              | 8        |
| États-Unis (R&B/Hip-Hop Streaming Songs)    | 14       |
| États-Unis (Radio Songs)                    | 15       |
| États-Unis (Rap Digital Song Sales)         | 6        |
| États-Unis (Rap Songs)                      | 8        |
| États-Unis (Rap Streaming Songs)            | 15       |
| États-Unis (Rhythmic (en))                  | 6        |
| États-Unis (Streaming Songs)                | 20       |
| Irlande (IRMA)                              | 16       |
| Italie (FIMI)                               | 90       |
| Nouvelle-Zélande (RMNZ)                     | 12       |
| Pays-Bas (Nederlandse Top 40)               | 57       |
| Pays-Bas (Single Top 100)                   | 26       |
| Royaume-Uni (The Official Charts Company)   | 21       |
| Russie (Tophit)                             | 36       |
| Suède (Sverigetopplistan)                   | 9        |
| Suisse (Schweizer Hitparade)                | 31       |
| Classement (2019)                           | Position |
| Australie (ARIA Charts)                     | 60       |
| Canada (Canadian Hot 100)                   | 42       |
| Danemark (Hitlisten)                        | 94       |
| États-Unis (Billboard Hot 100)              | 32       |
| États-Unis (Digital Song Sales)             | 60       |
| États-Unis (On-Demand Songs (es))           | 40       |
| États-Unis (Pop Songs)                      | 40       |
| États-Unis (R&B/Hip-Hop Digital Song Sales) | 10       |
| États-Unis (R&B/Hip-Hop Songs)              | 34       |
| États-Unis (R&B/Hip-Hop Streaming Songs)    | 34       |
| États-Unis (Radio Songs)                    | 27       |
| États-Unis (Rap Digital Song Sales)         | 6        |
| États-Unis (Rap Songs)                      | 29       |
| États-Unis (Streaming Songs)                | 43       |
| Lettonie (Latvijas Radio 5 (en))            | 49       |

| Classement (2010-2019)             | Position |
| ---------------------------------- | -------- |
| États-Unis (Billboard Hot 100)     | 72       |
| États-Unis (Hot R&B/Hip-Hop Songs) | 20       |
| États-Unis (Radio Songs)           | 46       |

### Certifications
| Région | Certification | Ventes/Streams |
| --- | ------------- | -------------- |
| Australie (ARIA) | 5 × Platine   | 350 000^       |
| Belgique (BEA) | Platine       | 40 000*        |
| Brésil (Pro-Música Brasil) | Or            | 20 000*        |
| Canada (Music Canada) | 8 × Platine   | 640 000‡       |
| Danemark (IFPI Danmark) | 2 × Platine   | 180 000^       |
| Espagne (Promusicae) | Or            | 20 000^        |
| États-Unis (RIAA) | 4 × Platine   | 4 000 000‡     |
| France (SNEP) | Or            | 100 000*       |
| Italie (FIMI) | Platine       | 50 000‡        |
| Norvège (IFPI Norway) | Platine       | 6 000 000‡     |
| Nouvelle-Zélande (RMNZ) | 2 × Platine   | 60 000*        |
| Pays-Bas (NVPI) | 2 × Platine   | 160 000^       |
| Portugal (AFP) | 2 × Platine   | 40 000^        |
| Royaume-Uni (BPI) | 2 × Platine   | 1 200 000‡     |
| Suède (IFPI Norway) | Platine       | 8 000 000‡     |
| *Ventes selon la certification ^Mise en rayon selon la certification xNon précisé par la certification ‡ventes/streaming selon la certification |               |                |